# أوكمان
أوكمان (بالإنجليزية: Oakman)‏ هي مدينة أمريكية تقع في ولاية ألاباما.تبلغ مساحة هذه المدينة 8.1 (كم²)،ويبلغ عدد سكانها 944 نسمة حسب إحصاء سنة 2010 م.تشير الإحصاءات بأن الكثافة السكانية في هذه المدينة تقدر بـ(116.5) نسمة/كم2.

## التركيبة السكانية
حدّد مكتب تعداد الولايات المتحدة بيانات التركيبة السكانية لأوكمان في تعداد الولايات المتحدة. في ما يلي، التركيبة السكانية حسب تعدادي 2000 و2010.

### تعداد عام 2000
بلغ عدد سكان أوكمان 944 نسمة بحسب تعداد عام 2000، وبلغ عدد الأسر 386 أسرة وعدد العائلات 265 عائلة مقيمة في البلدة. في حين سجلت الكثافة السكانية 118 نسمة لكل كيلومتر مربع (305.6/ميل2). وبلغ عدد الوحدات السكنية 449 وحدة بمتوسط كثافة قدره 56.1 لكل كيلومتر مربع (145.3/ميل2).
وتوزع التركيب العرقي للبلدة بنسبة 79.66% من البيض و19.60% من الأمريكيين الأفارقة و0.74% من عرقين مختلطين أو أكثر و0.74% من الهسبانيون أو اللاتينيون من أي عرق.
بلغ عدد الأسر 386 أسرة كانت نسبة 39.4% منها لديها أطفال تحت سن الثامنة عشر تعيش معهم، وبلغت نسبة الأزواج القاطنين مع بعضهم البعض 46.9% من أصل المجموع الكلي للأسر، ونسبة 16.1% من الأسر كان لديها معيلات من الإناث دون وجود شريك، بينما كانت نسبة 5.7% من الأسر لديها معيلون من الذكور دون وجود شريكة وكانت نسبة 31.3% من غير العائلات. تألفت نسبة 28% من أصل جميع الأسر من عدة أفراد يعيشون في نفس المنزل ونسبة 15.3% كانت تتألف من شخص يعيش بمفرده يبلغ من العمر 65 عاماً أو أكثر. وبلغ متوسط حجم الأسرة المعيشية 2.45، أما متوسط حجم العائلات فبلغ 3.02.
بلغ العمر الوسطي للسكان 36.4 عاماً. وكانت نسبة 28.9% من القاطنين تحت سن الثامنة عشر، وكانت نسبة 6.9% بين الثامنة عشر والرابعة والعشرين عاماً، ونسبة 27.3% كانت واقعةً في الفئة العمرية ما بين الخامسة والعشرين والرابعة والأربعين عاماً، ونسبة 23.6% كانت ما بين الخامسة والأربعين والرابعة والستين، ونسبة 13.2% كانت ضمن فئة الخامسة والستين عاماً فما فوق. يوجد لكل 100 أنثى 93.0 ذكر، ويوجد لكل 100 أنثى في الثامنة عشر من عمرها فما فوق 87.4 ذكر.
بلغ متوسط دخل الأسرة في البلدة 22,014 دولارًا، أما متوسط دخل العائلة فبلغ 31,964 دولارًا. وكان متوسط دخل الذكور 25,221 دولارًا مقابل 17,321 دولارًا للإناث. وسجل دخل الفرد الخاص بالبلدة 11,936 دولارًا. وكانت نسبة 17.4% من العائلات ونسبة 20.2% من السكان تحت خط الفقر، وكان من هؤلاء نسبة 22.9% تحت سن الثامنة عشر ونسبة 26.1% في الخامسة والستين من العمر وما فوق.

### تعداد عام 2010
بلغ عدد سكان أوكمان 789 نسمة بحسب تعداد عام 2010، وبلغ عدد الأسر 317 أسرة وعدد العائلات 214 عائلة مقيمة في البلدة. في حين سجلت الكثافة السكانية 98.6 نسمة لكل كيلومتر مربع (255.4/ميل2). وبلغ عدد الوحدات السكنية 388 وحدة بمتوسط كثافة قدره 48.5 لكل كيلومتر مربع (125.6/ميل2).
وتوزع التركيب العرقي للبلدة بنسبة 80.86% من البيض و18.38% من الأمريكيين الأفارقة و0.13% من الأمريكيين الأصليين و0.13% من الأعراق الأخرى و0.51% من عرقين مختلطين أو أكثر و0.13% من الهسبانيون أو اللاتينيون من أي عرق.
بلغ عدد الأسر 317 أسرة كانت نسبة 35% منها لديها أطفال تحت سن الثامنة عشر تعيش معهم، وبلغت نسبة الأزواج القاطنين مع بعضهم البعض 42.9% من أصل المجموع الكلي للأسر، ونسبة 18% من الأسر كان لديها معيلات من الإناث دون وجود شريك، بينما كانت نسبة 6.6% من الأسر لديها معيلون من الذكور دون وجود شريكة وكانت نسبة 32.5% من غير العائلات. تألفت نسبة 28.4% من أصل جميع الأسر من عدة أفراد يعيشون في نفس المنزل ونسبة 11.7% كانت تتألف من شخص يعيش بمفرده يبلغ من العمر 65 عاماً أو أكثر. وبلغ متوسط حجم الأسرة المعيشية 2.49، أما متوسط حجم العائلات فبلغ 3.07.
بلغ العمر الوسطي للسكان 41.2 عاماً. وكانت نسبة 23.4% من القاطنين تحت سن الثامنة عشر، وكانت نسبة 8.6% بين الثامنة عشر والرابعة والعشرين عاماً، ونسبة 23.3% كانت واقعةً في الفئة العمرية ما بين الخامسة والعشرين والرابعة والأربعين عاماً، ونسبة 30.7% كانت ما بين الخامسة والأربعين والرابعة والستين، ونسبة 13.9% كانت ضمن فئة الخامسة والستين عاماً فما فوق. وتوزع التركيب الجنسي للسكان بنسبة 47.9% ذكور و52.1% إناث.

## أعلام
- جيمس الملفات